# Ken Kizi
Ken Kizi (engl. Kenneth Elton Kesey; 17. septembar 1935 — 10. novembar 2001) bio je američki pisac. Najpoznatiji je po svom romanu Let iznad kukavičjeg gnezda, kao i kontrakulturna ikona koja je, po mnogima, predstavljala vezu između beat generacije 1950-ih i hipija 1960-ih.
Kizi je rođen u La Хаnti, u Koloradu, a odrastao je u Springfildu, Oregon, diplomirao je na Univerzitetu Oregon 1957. Počeo je da piše Let iznad kukavičjeg gnezda 1960. nakon što je završio diplomsku stipendiju iz kreativnog pisanja na Univerzitetu Stanford; roman je odmah postigao komercijalni i kritički uspeh kada je objavljen dve godine kasnije. Tokom ovog perioda, Kizi je učestvovao u vladinim studijama koje su uključivale halucinogene droge (uključujući meskalin i LSD) da bi dopunio svoj prihod.
Nakon objavljivanja Leta iznad kukavičjeg gnezda, preselio se u obližnju La Hondu u Kaliforniji i počeo da organizuje događaje sa bivšim kolegama sa Stanforda, raznim boemskim i književnim ličnostima (naročito Nilom Kesadijem) i drugim prijateljima poznatim kao Vesele šaljivdžije; ove zabave, poznate kao Kiselinski testovi, integrisale su konzumaciju LSD-a sa multimedijskim performansima. On je bio mentor  Grateful Dead-a (de fakto „kućnog bend” Kiselinskih testova) tokom njihovog početka i nastavio da vrši dubok uticaj na grupu tokom njihove duge karijere.
Njegov drugi roman, Ponekad sjajan pojam — epski prikaz preokreta porodice u Oregonu koja je težila modernističkoj veličini sage Joknapatafa Vilijama Foknera — bio je komercijalni uspeh koji je polarizirao kritičare i čitaoce po objavljivanju 1964, iako je Kizi smatrao taj roman kao njegov magnum opus.
Godine 1965, nakon hapšenja zbog posedovanja marihuane i kasnije lažnog samoubistva, Kesi je bio u zatvoru na pet meseci. Ubrzo nakon toga, vratio se kući u Vilamet dolinu i nastanio se u Plezant Hilu u Oregonu, gde je do kraja života vodio povučen, porodično orijentisan način života. Pored predavanja na Univerzitetu Oregon — iskustva koje je kulminiralo u delu Pećine (1989), zajedničkom romanu koji su napisali Kizi i njegovi studenti diplomiranih radionica pod pseudonimom „O.U. Levon” — on je nastavio da redovno stvara fikciju i reportaže za publikacije kao što su Esquire, Rolling Stone, Oui, Running, i The Whole Earth Catalog; razne iteracije ovih komada sakupljene su u Kizijevoj garažnoj rasprodaji (1973) i Demonskoj kutiji (1986).
Između 1974. i 1980, Kizi je objavio šest izdanja Spit in the Ocean, književnog časopisa koji je sadržao odlomke iz nedovršenog romana (Sedam molitava bake Vitier, izveštaj o borbi Kizijeve bake sa Alchajmerovom bolešću) i priloge intelektualaca Margo St. Džejms, Kejt Milet, Stjuart Brend, Sol-Pol Sirag, Džek Sarfati, Pol Krasner i Vilijam S. Barouz. Nakon što je treći roman (Mornarova pesma) objavljen uz mlake kritike 1992. godine, ponovo se ujedinio sa Veselim šaljivdžijama i počeo da objavljuje radove na internetu sve dok loše zdravlje (uključujući moždani udar) nije ograničilo njegove aktivnosti.

## Život
Ken Kizi je došao u kontakt s drogama kad se dobrovoljno javio za eksperimentisanje s LSD-om u jednoj bolnici, a potom i zaposlio kao noćni čuvar na njenom psihijatrijskom odjeljnju. Tu je otkrio mnoštvo droga i dobio inspiraciju za roman Let iznad kukavičjeg gnezda.
Kizi je postao veliki promoter LSD-a na području San Franciska. Početkom 1960-ih preselio se u La Hondu, posjed pedeset milja južno od San Franciska, gdje je razvio pravu psihodeličnu komunu. La Honda je postala okupljalište umjetnika, pjesnika i muzičara. Tu je Kizi počeo s praksom tzv. " testova", tj. okupljanja istomišljenika radi zajedničke konzumacije halucinogenih sredstava i rasprava o učincima. Oni koji su htjeli da učestvuju u njegovim acid-testovima bili su obavezni da se obuku što luđe i da plate simboličan doprinos u iznosu od jednog dolara, pri čemu je svako mogao da konzumira količinu halucinogenih sredstava koliko je mogao da podnese. Oni kojima je LSD podsticao kreativnost imali su na raspolaganju muzičke instrumente. Svako je sa tim instrumentima mogao raditi šta je htio, a najčešce ih je upotrebljavala grupa The Warlocks, koja je kasnije postala slavna pod imenom Grateful Dead.
U La Hondi se izdvojila skupina mladih zagovomika LSD-a koji su sebe prozvali Merry Pranksters (Vesele šaljivdžije), čiji su izgled i način života poslužili kao uzor kasnijem hipi pokretu.

## Dela
Poznatija Kizijeva djela uključuju:
- Let iznad kukavičjeg gnezda. Njujork: Viking. 1962.[11]
- . Njujork: Viking. 1964.[12]
- peti tom izdat u jesen 1963. godine u slavu Kena Kizija. Ovaj tom uključuje Kizijeva djela i intervju s Gordonom Lišom.
- . Njujork: Viking. 1973.[13]
- , zbirka bilješki, rukopisa i crteža originalno izdata 1977. godine, ponovno izdata 2001. godine od strane kuće University of Oregon Press.
- . Njujork: Penguin. 1986.[14]
- . Njujork: Penguin. 1990.[15]
- (scenario). Njujork: Viking. 1990.[16]
- Little Tricker the Squirrel Meets Big Double the Bea, 1990[17]
- . Njujork: Viking, Penguin. 1992.[18]
- (sa Kenom Babsom). Njujork: Viking. 1994.[19]
- (drama). Njujork: Viking. 1999.[20][21]
- , Njujork: Viking. 2003.[22]

## Literatura
- Ronald Gregg Billingsley, The Artistry of Ken Kesey. PhD dissertation. Eugene, OR: University of Oregon, 1971.
- Dedria Bryfonski, Mental illness in Ken Kesey's One Flew Over the Cuckoo's Nest. Detroit: Greenhaven Press, 2010.
- Rick Dodgson, It's All Kind of Magic: The Young Ken Kesey. Madison, WI: University of Wisconsin Press, 2013.
- Robert Faggen, "Ken Kesey, The Art of Fiction No. 136," The Paris Review, Spring 1994.
- Barry H. Leeds, Ken Kesey. New York: F. Ungar Publishing Co., 1981.
- Dennis McNally, A Long Strange Trip: the Inside History of the Grateful Dead. Broadway Books, 2002.
- Tim Owen, "Remembering Ken Kesey," Cosmik Debris Magazine, November 10, 2001.
- M. Gilbert Porter, The Art of Grit: Ken Kesey's Fiction. Columbia, MO: University of Missouri Press, 1982.
- Elaine B Safer, The contemporary American Comic Epic: The Novels of Barth, Pynchon, Gaddis, and Kesey. Detroit, MI: Wayne State University Press, 1988.
- Peter Swirski, "You're Not in Canada until You Can Hear the Loons Crying; or, Voting, People's Power and Ken Kesey's One Flew over the Cuckoo's Nest," in Swirski, American Utopia and Social Engineering in Literature, Social Thought, and Political History. New York: Routledge, 2011.
- Stephen L. Tanner, Ken Kesey. Boston, MA: Twayne, 1983.

## Spoljašnje veze
- Bruce Carnes, Ken Kesey Архивирано на веб-сајту  (3. март 2016), Western Writers Series Digital Editions at Boise State University
- Ken Kesey and the Merry Pranksters
- Ken Kizi на сајту Find a Grave (језик: енглески)
- Article on Ken Kesey lecture at Virginia Commonwealth University, Feb. 20, 1990 Архивирано на веб-сајту  (6. април 2017)
- Ken Kesey Архивирано на веб-сајту  (7. јул 2020) Documentary produced by Oregon Public Broadcasting
- Chip Brown, "Ken Kesey Kisses No Ass" Архивирано на веб-сајту  (26. фебруар 2021) Esquire Magazine; September 1992
- Ken Kesey On Misconceptions Of Counterculture, NPR's Fresh Air; August 12, 2011
- Ken Kesey papers at the University of Oregon